# Сельское поселение Дороховское (Рузский район)
Се́льское поселе́ние До́роховское — упразднённое в 2017 году муниципальное образование (сельское поселение) упразднённого Рузского муниципального района Московской области. Образовано в 2005 году, включило 48 населённых пунктов позже упразднённых Космодемьянского и Старониколаевского сельских округов.
Административный центр — посёлок Дорохово.
Глава сельского поселения — Субочев Сергей Владимирович.

## Население
| 2006  | 2007  | 2008  | 2009  | 2010  | 2011  | 2012  |
| ----- | ----- | ----- | ----- | ----- | ----- | ----- |
| 8819  | ↘8557 | ↗8616 | ↗8743 | ↘7980 | ↗8244 | →8244 |
| 2013  | 2014  | 2015  | 2016  | 2017  |       |       |
| ↗8331 | ↗8421 | ↗8535 | ↘8411 | ↘8394 |       |       |

## Географические данные
Общая площадь — 35 535 га. Муниципальное образование находится в северо-западной части Рузского муниципального района, и граничит:
- с Можайским районом (на западе)
- с Наро-Фоминским районом (на юге и юго-востоке)
- с Одинцовским районом (на востоке)
- с сельским поселением Старорузское (на северо-востоке и севере)

По территории поселения проходят следующие автодороги:
- Федеральная автомобильная дороги М1 «Беларусь» (Минское шоссе),
- Можайское шоссе,
- Московское большое кольцо (А-108).

По территории поселения проходит также участок железной дороги Москва — Минск (Смоленское направление Московской железной дороги).

## Населённые пункты
Муниципальное образование сельское поселение Дороховское в существующих границах было образовано в 2005 году на основании закона Московской области «О статусе и границах Рузского муниципального района и вновь образованных в его составе муниципальных образований». В его состав вошло 48 населённых пунктов бывших Космодемьянского и Старониколаевского сельских округов..
| Наименование     | Вид     | Население, чел. (2006) | ОКАТО          | Бывшая административная единица  |
| ---------------- | ------- | ---------------------- | -------------- | -------------------------------- |
| Акулово          | деревня | 6                      | 46 249 828 005 | Старониколаевский сельский округ |
| Алексино         | деревня | 9                      | 46 249 828 019 | Старониколаевский сельский округ |
| Архангельское    | село    | 38                     | 46 249 810 010 | Космодемьянский сельский округ   |
| Бараново         | деревня | 2                      | 46 249 828 007 | Старониколаевский сельский округ |
| Бельково         | деревня | 13                     | 46 249 828 009 | Старониколаевский сельский округ |
| Берёзкино        | деревня | 25                     | 46 249 810 002 | Космодемьянский сельский округ   |
| Богородское      | село    | 252                    | 46 249 810 024 | Космодемьянский сельский округ   |
| Головинка        | деревня | 55                     | 46 249 810 013 | Космодемьянский сельский округ   |
| Гомнино          | деревня | 32                     | 46 249 828 016 | Старониколаевский сельский округ |
| Грибцово         | деревня | 138                    | 46 249 810 005 | Космодемьянский сельский округ   |
| Демёнково        | деревня | 8                      | 46 249 828 008 | Старониколаевский сельский округ |
| Дорохово         | посёлок | 4 400                  | 46 249 828 023 | Старониколаевский сельский округ |
| Еськино          | деревня | 21                     | 46 249 828 018 | Старониколаевский сельский округ |
| Землино          | деревня | 29                     | 46 249 810 004 | Космодемьянский сельский округ   |
| Златоустово      | деревня | 170                    | 46 249 810 025 | Космодемьянский сельский округ   |
| Ильятино         | деревня | 0                      | 46 249 810 028 | Космодемьянский сельский округ   |
| Кожино           | посёлок | 1 418                  | 46 249 828 001 | Старониколаевский сельский округ |
| Кожино           | деревня | 22                     | 46 249 828 004 | Старониколаевский сельский округ |
| Колодкино        | деревня | 222                    | 46 249 810 016 | Космодемьянский сельский округ   |
| Контемирово      | деревня | 19                     | 46 249 810 003 | Космодемьянский сельский округ   |
| Космодемьянский  | посёлок | 734                    | 46 249 810 001 | Космодемьянский сельский округ   |
| Кузянино         | деревня | 1                      | 46 249 828 012 | Старониколаевский сельский округ |
| Ленинка          | деревня | 38                     | 46 249 810 022 | Космодемьянский сельский округ   |
| Лобково          | деревня | 59                     | 46 249 828 002 | Старониколаевский сельский округ |
| Лунинка          | деревня | 8                      | 46 249 810 027 | Космодемьянский сельский округ   |
| Лыщиково         | деревня | 273                    | 46 249 828 014 | Старониколаевский сельский округ |
| Макеиха          | деревня | 29                     | 46 249 828 013 | Старониколаевский сельский округ |
| Марьино          | деревня | 23                     | 46 249 828 017 | Старониколаевский сельский округ |
| Митинка          | деревня | 31                     | 46 249 810 026 | Космодемьянский сельский округ   |
| Мишинка          | деревня | 16                     | 46 249 810 011 | Космодемьянский сельский округ   |
| Новоивановское   | деревня | 138                    | 46 249 810 019 | Космодемьянский сельский округ   |
| Новомихайловское | деревня | 42                     | 46 249 810 017 | Космодемьянский сельский округ   |
| Новониколаевка   | деревня | 13                     | 46 249 810 021 | Космодемьянский сельский округ   |
| Новоникольское   | деревня | 8                      | 46 249 810 020 | Космодемьянский сельский округ   |
| Петрищево        | деревня | 33                     | 46 249 810 007 | Космодемьянский сельский округ   |
| Петропавловское  | деревня | 6                      | 46 249 810 018 | Космодемьянский сельский округ   |
| Полуэктово       | деревня | 1                      | 46 249 828 010 | Старониколаевский сельский округ |
| Старо            | деревня | 29                     | 46 249 828 015 | Старониколаевский сельский округ |
| Старониколаево   | деревня | 101                    | 46 249 828 022 | Старониколаевский сельский округ |
| Староникольское  | деревня | 13                     | 46 249 810 015 | Космодемьянский сельский округ   |
| Строганка        | деревня | 14                     | 46 249 810 009 | Космодемьянский сельский округ   |
| Таганово         | деревня | 8                      | 46 249 810 023 | Космодемьянский сельский округ   |
| Тимофеево        | деревня | 33                     | 46 249 828 003 | Старониколаевский сельский округ |
| Товарково        | деревня | 4                      | 46 249 828 011 | Старониколаевский сельский округ |
| Усадково         | деревня | 31                     | 46 249 810 008 | Космодемьянский сельский округ   |
| Федотово         | деревня | 21                     | 46 249 828 006 | Старониколаевский сельский округ |
| Шелковка         | деревня | 223                    | 46 249 810 014 | Космодемьянский сельский округ   |
| Ястребово        | деревня | 10                     | 46 249 810 012 | Космодемьянский сельский округ   |